# Kukkesjauratj (Jokkmokks socken, Lappland, 736670-163735)
Kukkesjauratj är en sjö i Jokkmokks kommun i Lappland och ingår i Piteälvens huvudavrinningsområde. Sjön har en area på 0,18 kvadratkilometer och ligger 522,4 meter över havet. Kukkesjauratj ligger i Udtja Natura 2000-område.

## Delavrinningsområde
Kukkesjauratj ingår i det delavrinningsområde (736602-162675) som SMHI kallar för Mynnar i Vuolvojaure. Medelhöjden är 527 meter över havet och ytan är 61,56 kvadratkilometer. Räknas de 4 avrinningsområdena uppströms in blir den ackumulerade arean 156,3 kvadratkilometer. Suoinakjåkkå som avvattnar avrinningsområdet har biflödesordning 2, vilket innebär att vattnet flödar genom totalt 2 vattendrag innan det når havet efter 204 kilometer. Avrinningsområdet består mestadels av skog (73 procent) och sankmarker (26 procent). Avrinningsområdet har 0,58 kvadratkilometer vattenytor vilket ger det en sjöprocent på 0,9 procent.